# The Last Story
The Last Story (ラストストーリー Rasuto Sutōrī?) es un videojuego de acción y rol desarrollado por Mistwalker y AQ Interactive y publicado por Nintendo para la videoconsola Wii. Se ha observado que tanto el nombre del juego como el logotipo son muy similares a la serie Final Fantasy.
Hubo cierta confusión en el blog oficial de Mistwalker cuando Sakaguchi dijo que podría retirarse después de este juego. Sin embargo, esto fue un error de traducción, realmente Sakaguchi quería decir que estaba trabajando en The Last Story como si estuviera trabajando en su último juego.
Su lanzamiento en Japón fue en enero de 2011, mientras que en Europa salió el 24 de febrero de 2012. Durante la conferencia Nintendo Direct del 22 de febrero, se anunció el lanzamiento para Norteamérica en 2012. En dicha región fue lanzado por XSeed Games el 14 de agosto de 2012.

## Argumento
El juego tiene lugar en una isla conocida como Lázulis, gobernada por el Conde Arganan y situada a la entrada de un puerto que sirve como la única entrada a un continente montañoso. En el juego se controla a un grupo de mercenarios que han venido desde un desolado continente hasta la ciudad de Lázulis en busca de trabajo. El personal de la producción ha tratado de limitar los elementos de ciencia ficción en el juego.
Mientras las tierras del Imperio se consumen poco a poco y se ven afectadas por continuos conflictos, Isla Lázulis sigue siendo una región bendecida por la prosperidad. La clave para la defensa de la isla es una poderosa batería de cañones, que irradia cierta extraña magia que parece atraer a toda clase de monstruos.
El joven mercenario Zael y sus aventureros amigos viajan hasta la isla con la esperanza de encontrar trabajo. Su nuevo patrón no es otro que el gobernante de la isla, el conde Arganan. Si logran colmar las expectativas del conde, quizás consigan dejar atrás su inestable vida como mercenarios. Para Zael y sus compañeros, que sueñan con convertirse en caballeros, este trabajo es una oportunidad única.
Mientras exploran una cueva durante su primera misión, Zael obtiene un nuevo y misterioso poder que va más allá de su conocimiento, y que la familia Arganan conoce o conoció hace mucho tiempo atrás. Por lo que su aventura, su historia gira en torno a la búsqueda de la paz, la restauración de la tierra y el secreto del misterioso poder.

## Sistema de batalla
Los combates son la parte más importante del juego y suceden en tiempo real. El jugador controla al personaje principal, Zael, que se mueve con libertad por el campo de batalla utilizando el poder especial que posee, conocido como "magnetismo". Con él, protege a sus aliados(Atrayendo a los enemigos haciendo que le ataquen solo a él)y hace que la batalla transcurra sin problemas. Además, se podrán utilizar distintas estrategias relacionadas con el terreno, como atacar a cubierto o destruir obstáculos.
Antes de comenzar una batalla, se podrá ver el escenario a vista de pájaro, lo que permitirá al jugador reconocer el terreno.
En principio, el jugador controla únicamente a Zael, mientras que el resto de compañeros hace lo propio por su cuenta. Sin embargo, existe el modo estratega que permite dar órdenes a los otros personajes. En este modo, la batalla tendrá vista de pájaro y el tiempo estará detenido, por lo que será posible determinar con calma qué estrategia utilizar. 
El juego también contiene modo en línea competitivo y cooperativo para 6 jugadores, donde los usuarios se unen en equipo para hacer frente a monstruos o luchar entre sí.
al acabar el juego podrás empezarlo de nuevo en el modo newgame plus.

## Personajes
- Zael (エルザ Eruza?, Elza) - El héroe principal del juego. Perdió a su familia cuando era niño y trabaja como un mercenario para vivir, y ha luchado por todo el continente. Cansado de batallar sin tregua para ganarse la vida, sueña con convertirse en un caballero. Durante su primera misión en Isla Lázulis, se topará con un extraño fenómeno...

- Calista (カナン Kanan?) - La heroína principal del juego. Se especializa en el uso de la Magia Sagrada, tanto para curar, como para propósitos ofensivos. Sus padres murieron cuando ella era una niña y desde entonces se ha visto obligada a vivir recluida bajo la custodia de su tío, el conde Arganan, actual soberano de Isla Lázulis. Aunque casi ha perdido toda esperanza, sueña con abandonar el castillo y viajar por el mundo.

- Dagran (クォーク Quark?) - El líder de la banda de mercenarios a la que Zael y sus compañeros pertenecen. Sus grandes habilidades tanto en el combate como a la hora de conseguir nuevos encargos han hecho que se gane la confianza de todos. Conoció a Zael de joven, y desde entonces comparten andanzas. Dagran se ha convertido en una especie de hermano mayor de Zael.

- Syrenne (セイレン Seiren?) - Una animada espadachina que lucha con dos espadas y que se convierte a menudo en el centro de atención. Bebe demasiado y es algo malhablada, pero también es muy sensible y siempre piensa primero en sus compañeros. Le gusta la acción y se enfrenta directamente al enemigo sin considerar primero el peligro.

- Yurick (ユーリス Yūri?) -  Un mago que lucha utilizando el fuego. Aunque es el miembro más joven de los mercenarios, sus habilidades son excepcionales. No habla mucho y casi nunca muestra sus emociones. Considera su trabajo de mercenario como una forma de sobrevivir. Su padre desapareció cuando era un niño y su madre murió poco después, dejándole solo en el mundo.

- Lowell (ジャッカル Jakall?) - Un mago que controla el hielo. Es todo un mujeriego y un cínico, pero en el fondo es un hombre duro, inteligente e ingenioso. A pesar de que siempre muestra su lado más desenfadado y alegre, considera a sus compañeros como su verdadera familia y valora mucho el tiempo que pasa con ellos. Aunque utiliza la magia en las batallas, también es muy bueno con la espada.

- Mirania (マナミア Manamia?) - Una misteriosa mujer que domina la magia curativa, y que puede parecer algo ausente y extraña. Su visión filosófica sobre las cosas y su naturaleza maternal parecen estar relacionados con el secreto de su nacimiento y educación. Goza de un gran apetito y puede comer por diez.

- General Asthar (トリスター将軍 Torisutâ-shogun?) - Un militar con un historial impresionante que llegó a ser comandante del Imperio. Siempre en perfecto control de mente y cuerpo, el general es la personificación del ideal de caballería. Al haber vivido la tragedia de la guerra en primera persona, fue el primero en darse cuenta de la conexión entre el conflicto bélico y el hecho de que la tierra agonice, por lo que se embarca solo en un viaje de investigación. La información recopilada le conduce a una teoría que indica que las respuestas están en Isla Lázulis.

- Therius (タシャ Tasha?) - Un joven caballero que viaja con el general Asthar. Considera a Asthar su maestro y no ceja en su empeño de mejorar, pero su juventud deja al descubierto en ocasiones sus defectos. Se dice que su habilidad con la espada y potencial latente son iguales a los del propio Asthar, y su intención es convertirse en un caballero aún más grande que su maestro.

- Conde Arganan (アルガナン伯爵 Aruganan-hakushaku?) - El actual jefe de la casa de los Arganan, la familia que ha gobernado Isla Lázulis durante años y ha disfrutado del poder que le ha otorgado su localización privilegiada para el comercio y la defensa del Imperio. Es un gran estratega y un hombre muy ambicioso. Fue el que contrató a la banda de mercenarios de Dagran.
- Jirall - Es un noble heredero de la casa de Rambaldt, es el prometido de Calista por un matrimonio arreglado.

- Zangurak (ザングルグ Zangurugu?) - El tirano que gobierna a los gurak. Su gran poder y carisma le han servido para unir a todos los gurak por vez primera en la historia. Tras toparse con Zael y ser testigo de su extraño poder, se referirá a él como el "poder de la Errante".

## Recepción
The Last Story ha recibido buenas críticas de los fanes y analistas, siendo catalogado como uno de los mejores RPG de su generación. El juego recibió una puntuación de 38/40 en la revista Famitsu. The Last Story encabezó las listas japonesas, con 114.722 copias en su primera semana - que también incluye la venta de una versión que viene con consola Wii. A finales de 2011 el juego había vendido cerca de 160.000 copias en Japón. Durante su lanzamiento en América se convirtió en el título más exitoso de la distribuidora Xseed Games.
En el año 2012 los usuarios de Vandal eligieron a The Last Story como "Game of the Year Wii". En esa misma web fue elegido en el ranking de los 50 mejores juegos de Wii, ocupando el lugar número 10.